# Sabine Nuss

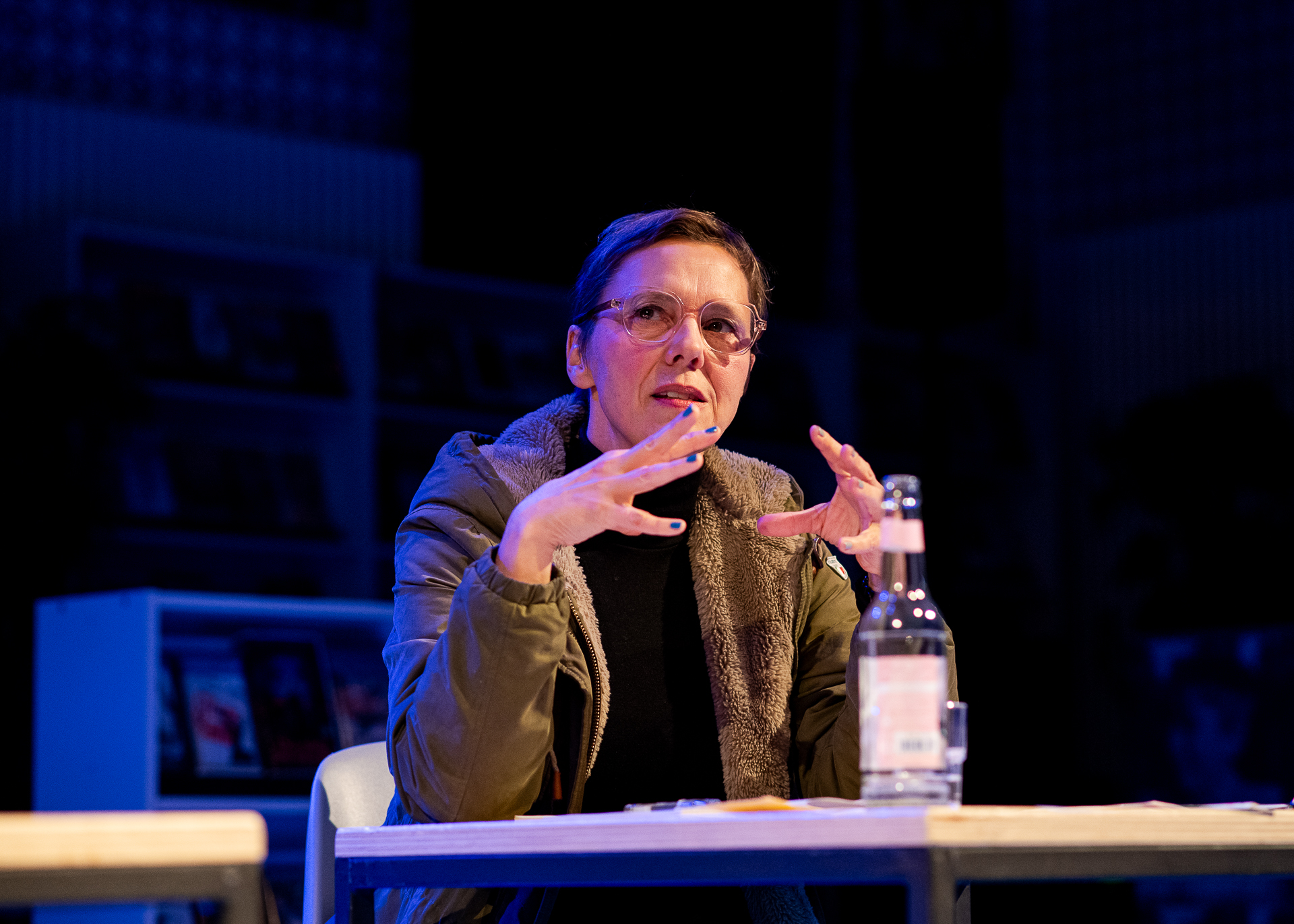
Sabine Nuss, 2023

Sabine Nuss (* 1967 im Schwarzwald) ist eine deutsche Politikwissenschaftlerin und Journalistin. Von 2017 bis 2023 war sie die Geschäftsführerin des Karl Dietz Verlages Berlin.

## Leben
Nuss absolvierte in den Jahren 1986 bis 1989 eine Ausbildung zur Bürokauffrau, machte von 1990 bis 1992 ihr Abitur auf dem zweiten Bildungsweg und wandte sich danach dem Journalismus zu. Von 1993 bis 1995 besuchte sie die Axel Springer Journalistenschule und arbeitete im Zuge dessen am Standort Warschau, bei RTL in Köln, Die Welt, Journal für die Frau in Hamburg und Bild in Leipzig. Von 1995 bis 1999 studierte sie Politikwissenschaft am Berliner Otto-Suhr-Institut. Im Jahr 2000 war sie Redaktionsassistentin und Webmaster der Zeitschrift PROKLA, seit 2023 gehört sie dem wissenschaftlichen Beirat an. Von 2001 bis 2004 arbeitete sie an ihrer Promotion, die sie 2006 unter dem Titel Copyright & Copyriot. Aneignungskonflikte um geistiges Eigentum im informationellen Kapitalismus als Buch veröffentlichte. Ihr Erstgutachter war Elmar Altvater. Nachdem sie einige Jahre als Dozentin im Fachbereich Deutsch als Fremdsprache an der Volkshochschule Neukölln unterrichtet hatte, war sie von 2007 bis 2010 als Referentin für Politische Ökonomie bei der Rosa-Luxemburg-Stiftung tätig und leitete danach ebendort die politische Kommunikation. 2017 übernahm sie die Geschäftsführung des Karl Dietz Verlags, 2023 nahm sie dort ihren Abschied.
2024 war Nuss Lehrbeauftragte an der Universität Kassel und ist 2025 Fellow des durch die The New Institute Foundation finanzierten Centre for Social Critique der Humboldt-Universität zu Berlin.
Als Journalistin schreibt sie regelmäßig für der Freitag, die OXI und die Jungle World. Zu ihren Themenschwerpunkten als Autorin und Herausgeberin gehören insbesondere Fragen von Eigentum in kapitalistischen Verhältnissen.

## Veröffentlichungen (Auswahl)
- Wessen Freiheit, welche Gleichheit? Das Versprechen einer anderen Vergesellschaftung, Karl Dietz Verlag, Berlin 2024, ISBN 978-3-320-02413-0.
- gemeinsam mit Timo Daum (Hrsg.): Die unsichtbare Hand des Plans. Koordination und Kalkül im digitalen Kapitalismus, Karl Dietz Verlag, Berlin 2021, ISBN 978-3-320-02382-9.
- gemeinsam mit Florian Buttollo (Hrsg.): Marx und die Roboter. Vernetzte Produktion, Künstliche Intelligenz und lebendige Arbeit, Karl Dietz Verlag, Berlin 2019, ISBN 978-3-320-02362-1.
  - englische Übersetzung: Marx and the Robots. Networked Production, AI and Human Labour. Translated by Jan-Peter Herrmann, Pluto Press 2022.
- Keine Enteignung ist auch keine Lösung. Die große Wiederaneignung und das vergiftete Versprechen des Privateigentums, Karl Dietz Verlag, Berlin 2019, ISBN 978-3-320-02367-6.
- als Hrsg.: Der ganz normale Betriebsunfall. Viermal Marx zur globalen Finanzkrise, Karl Dietz Verlag, Berlin 2018, ISBN 978-3-320-02350-8.
- gemeinsam mit Valeria Bruschi, Antonella Muzzupappa und Ingo Stützle: PolyluxMarx. Bildungsmaterial zur Kapital-Lektüre. Erster Band, Karl Dietz Verlag, Berlin 2012, ISBN 978-3-320-02286-0 (Als pdf zum Herunterladen).
- Copyright & Copyriot. Aneignungskonflikte um geistiges Eigentum im informationellen Kapitalismus, Westfälisches Dampfboot, Münster 2006 (Buch als pdf zum Herunterladen).